# Bisdom Dodge City
Het bisdom Dodge City (Latijn: Dioecesis Dodgepolitana) is een rooms-katholiek bisdom met als zetel Dodge City, in de Amerikaanse staat Kansas. Het bisdom is suffragaan aan het aartsbisdom Kansas City. 

## Geschiedenis
Het bisdom werd opgericht op 19 mei 1951, uit delen van het bisdom Wichita, en was suffragaan aan het aartbisdom Saint Louis. Op 9 augustus 1952 veranderde het van kerkprovincie en werd suffragaan aan het aartsbisdom Kansas City.  

## Parochies
Het bisdom had in 2023 een oppervlakte van 59.547 km2 en telde 206.129 inwoners waarvan 26,5% rooms-katholiek was.

## Bisschoppen
- John Baptist Franz (27 mei 1951 - 8 augustus 1959)
- Marion Francis Forst (2 januari 1960 - 16 oktober 1976)
- Eugene John Gerber (16 oktober 1976 - 17 november 1982)
- Stanley Girard Schlarman (1 maart 1983 - 12 mei 1998)
- Ronald Michael Gilmore (12 mei 1998 - 15 december 2010)
- John Balthasar Brungardt (15 december 2010 - heden)
  - Gerald Lee Vincke (apostolisch administrator: 8 februari 2021 - 23 maart 2022)

## Galerij van afbeeldingen

Wapen van het bisdom
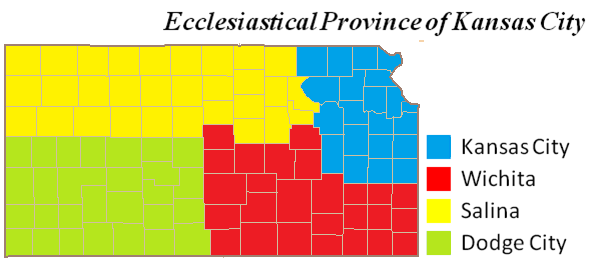
Kerkprovincie met aartsbisdom en suffragane bisdommen
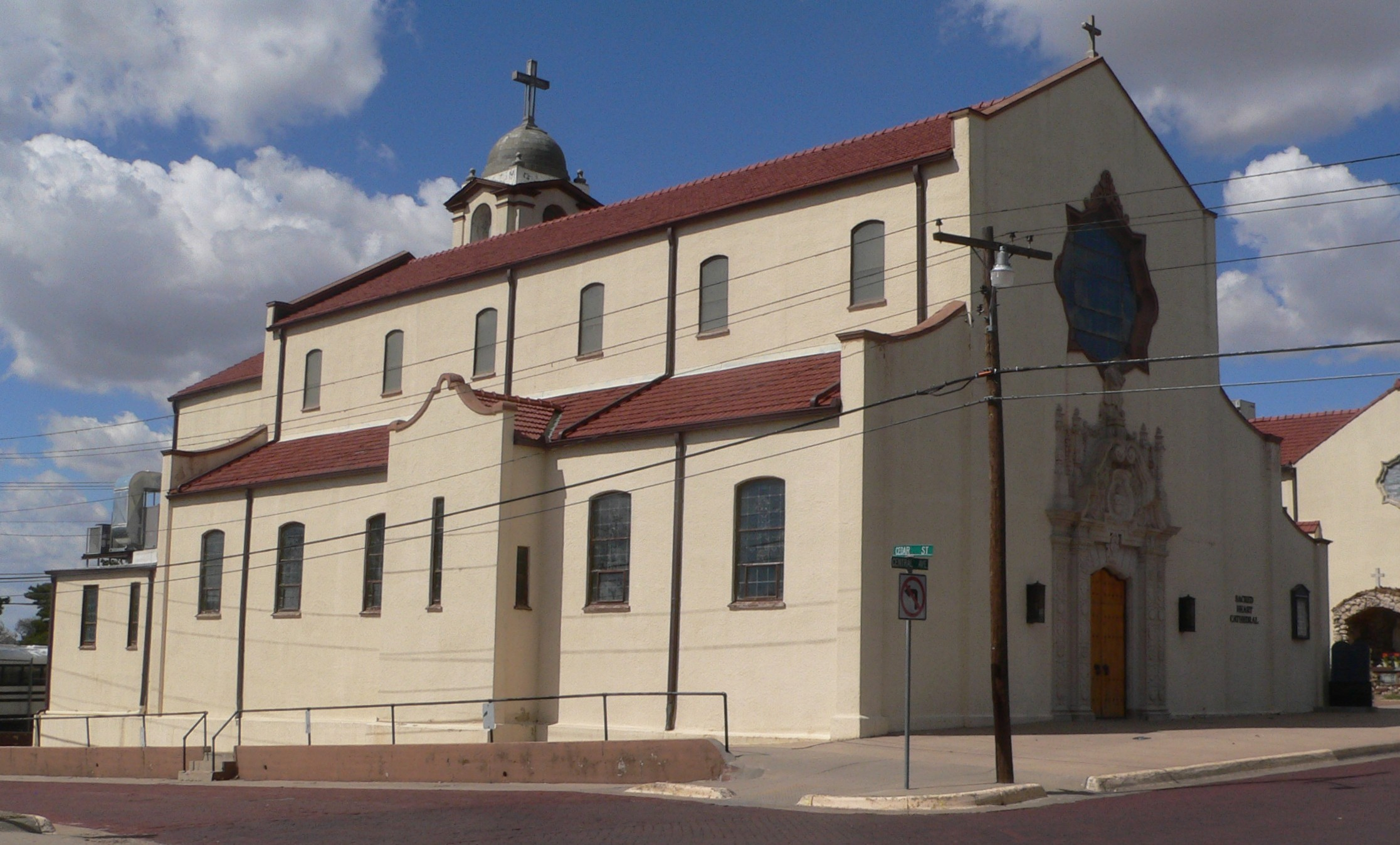
Sacred Heart Cathedral in Dodge City, voormalige kathedraal

Kansas City (aartsbisdom) · Dodge City · Salina · Wichita